# Cá tầm Adriatic
Cá tầm Adriatic (Acipenser naccarii) là một loài cá thuộc họ Acipenseridae. Nó được tìm thấy ở Albania, Croatia, Hy Lạp, Ý, Montenegro và Slovenia.
Môi trường sống tự nhiên của nó là các con sông. Nó bị đe dọa do mất môi trường sống. 

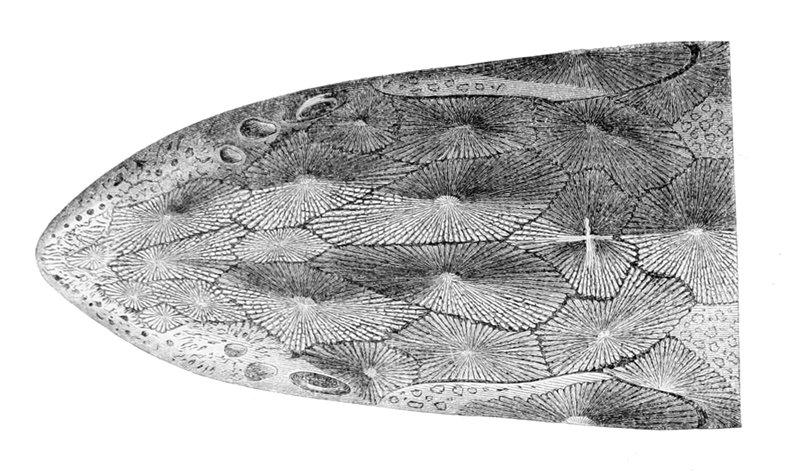
Đầu